# Anomala exitialis
Anomala exitialis är en skalbaggsart som beskrevs av Louis Albert Péringuey 1902. Anomala exitialis ingår i släktet Anomala och familjen Rutelidae. Inga underarter finns listade i Catalogue of Life.